# 杉下右京
杉下 右京（すぎした うきょう）は、テレビ朝日系の刑事ドラマ『相棒』の主人公の一人。警視庁特命係係長。「陸の孤島」と揶揄される窓際部署「特命係」に在籍しながらも、卓越した捜査能力と強い正義感で数々の難事件を解決する（公式サイト等より）。
| 演         | - 水谷豊 - 新井真悟（小学生：S14-16） - 真飛聖（宝塚版） |
| 年齢       | 45（S1時点） |
| 階級       | - 警部補 - → 警部 |
| 出身地     | 不明 |
| 経歴       | - 東京大学法学部 - → 警察庁 - → 警視庁刑事部捜査第二課 - → 警視庁警備部緊急対策特命係参謀（S1より15年前） - → 警視庁特命係係長（S1より15年前） - → 警察庁長官官房付（S1-11） - → 警視庁警察学校教官（S2-1） - → 警視庁特命係係長（S2-2） |
| 親族       | - 遠戚・花 - 元妻・宮部たまき |
| 服装       | - 基本的にポケットチーフを挿した仕立てのスーツを着用（PS3）。 ワイシャツはネクタイに合わせてレギュラーカラーかセミワイドカラーを好んで着ていたが、S19-11以降ピンホールカラーに統一。また、色つきや柄ものを着ることがほとんどで、白の無地のシャツは冠婚葬祭のとき以外、着ていない。 - ベルトは使わずにボタン留のサスペンダーを愛用しており、冬場にはフォーマルなチェスターフィールドコートを着用（黒のシングル1着→黒のダブル、ライトグレーとダークブラウンのシングルの計3着）。 - また、不測の事態に備えて白手袋（S6-10）や紐付きの指錠（S7-11）を携行している。 |
| 趣味       | - チェス - 落語 - クラシック・レコード鑑賞 |
| 好きなもの | 紅茶 |
| 苦手なもの | - 梅干し（S3-9） - 酢豚のパイナップル（S4-12、S15-14、S22-5） |

## 経歴
東京大学法学部を首席で卒業後、国家公務員I種試験の合格を経てキャリアとして警察庁に入庁（S2-12）。警察官拝命後、最初に関わった事件は「昭和五十九年 文京区強盗殺人事件」である（S5-1）。20代後半の頃、3年間のスコットランドヤードでの研修に参加していた（S1-7）。この時はオックスフォード大学名誉教授の吉岡国光夫妻のもとで過ごしており、子供のいない夫妻から可愛がられていた（S2 DVD特典映像）。
その後、警視庁刑事部捜査第二課に出向して活躍を見せた。出向中、外務省高官の北条邸人質篭城事件において、当時公安部参事官だった小野田公顕が非公式に結成した緊急対策特命係に作戦参謀として招集され犯人との交渉にあたるが、政治的理由から早期解決すべく強行突入を望む小野田と対立し、作戦参謀を解任される。その後、小野田が決行した強行突入により隊員と人質に多数の死者を出す惨事となり、右京はその責任を全て擦り付けられる形で特命係へ押し込められる事になった（S1）。事件から15年後、当時の人質の変死事件に関連して薫と共に警察庁勤務の内示を受け捜査に着手、一連の事件に隠された北条晴臣の不正や殺人行為を明らかにし、過去の因縁に終止符を打った（S1-12〈終〉）。
捜査終了後、警視庁警察学校の教官に異動となるが自ら休職してロンドンに渡航し、吉岡の妻・アリスの墓参をしている（S2 DVD特典映像）。浅倉禄郎から過去の事件の再捜査を依頼されたことで帰国し、その解決後は小野田による計らいで特命係に再度異動となった（S2-1、2）。内閣官房長官の圧力により懲戒処分を受けた（S3-4、5）他、警察庁FRSセンターの分析官として、尊と共に警視として警察庁復帰の内示が出た（S8-19〈終〉）事もあるが、何れも立ち消えになっている。享が「ダークナイト」事件を起こした際には上司としての責任を問われ無期限停職の処分を受けた（S13-19〈終〉）。
停職期間中は渡英してスコットランドヤードに捜査協力をしていた。帰国後、亘と一緒に殺人事件を捜査し、事件解決後に停職処分が解除され復職した（S14-1）。その後ある事件において、亘が裁判所の令状発行を阻止する「捜査妨害」を行なっていた（S14-15）事が警察上層部に発覚し、右京も「連帯責任」として亘と一緒に謹慎処分を受け、再び懲戒免職の危機に晒される。しかし、直後に発生したテロ事件の解決に貢献した事を評価され、峯秋の根回しにより減俸処分に留まった（S14-20〈終〉）。

## 人物
警視庁生活安全課特命係係長。階級は警部。
年齢はS1（2002年）開始時点で45歳。
髪型はオールバックで、常にサスペンダーとスーツ、ポケットチーフで端正に決めている。そして眼鏡を着用。
名前の由来は、ドラマ『パパと呼ばないで』の登場人物「安武右京」からで、苗字のほうは「右京」という名前にしっくりくるという理由で「杉下」が使われる事となった。
怜悧な頭脳と鋭い洞察力を持つ優秀な刑事。
だが風変わりな性格である事から周囲からは「変人」扱いされており、過去に起きた上記の事件がきっかけで特命係へ異動となった。
特命係は「警視庁の陸の孤島」という別称のある窓際部署で、日々の業務といえば隣の課の課長・角田六郎のために美味いコーヒーを用意しておくぐらいである。
たまに他の部署が担当している事件に首を突っ込んだり、雑用に駆り出されたり、市民の相談事を聞く事もある。しかし基本的に特命係に捜査権はないので現場の刑事にも疎まれており、たとえ特命係が事件を解決した（犯人を検挙した）としても全て本来の担当部署に手柄を持っていかれてしまう。
早い話が左遷であるが本人はその事を特に気にするでもなく、担当部署の垣根を無視して日々難事件の解決に取り組んでいる。
現在は独り身だが、かつては小料理屋「花の里」の女将・宮部たまきと夫婦関係にあった。また姪にニューヨークでフォトグラファーをしている杉下花がいる。
性格は極めて理知的で冷静沈着。誰に対しても丁寧に、時には慇懃無礼に接しつつ思ったことをずばりと言ってのける（PS1〜）。大抵のことに動じることはなく周囲を振り回すマイペースな変わり者で、その強烈なキャラクターについていけずに配属された部下が次々に辞めていくことから、彼が籍を置く特命係は「人材の墓場」と呼ばれている。不躾な質問や相手の心情を考慮しない辛辣な発言をして、会話相手を怒らせる事も多い（PS1〜）。やや口が軽い一面もあり、他人のプライベートを勝手に喋ってしまうこともある。一人称はほとんど「僕」（PS1〜）。初期の頃は「私」を使っていた。二人称は相棒や子供に対しては「君」、それ以外は「あなた」。普段は紳士的で、温厚な態度を崩さず部下や子供に対しても敬語で接する。
「はいぃ？」「〜と思いますがねぇ」など語尾が上がった独特な喋り方をする。
基本的に誰に対しても敬語を使い、たとえ被疑者や犯人が相手でも敬意を払って敬語で語りかける。
しかし、時折他人のシャクに障る発言をする事で周囲を唖然とさせ、相手をイライラさせる事もある（一応多少の自覚はあるらしい）。
口調が激しくなっても敬語のままである事がほとんどだが、極稀に「君が悔いるべきはそこじゃないだろ！」や（S13-19〈終〉）、
「想像が及ばないのであれば…黙っていろ！」（S15-18〈終〉）などと乱暴な口調になる事もある。
また、たまに相手に釣られて「マジです」や「ないっすねぇ」など俗っぽい言い回しを使う事も。
口癖は「おやおや」「1つ、宜しいでしょうか？」「最後にもう1つだけ」「僕とした事が！」「迂闊でした」など。
周囲の人間を振り回す自由人な一面があり、良くも悪くも組織のしがらみに囚われていない。
「ね？」と言って首をかしげたり、角田のマネをして「暇か？」と言ってみたりなど、割とお茶目な部分もある。
表情一つ変えずに大胆な行動に出る事もしばしば。
反骨精神が強く他者が勧めることは基本的に受け入れない。ただし、まれに亀山薫や陣川公平などのお勧めから影響を受けて、本人の前で関心を示さないふりをしながら陰で行動に移すことがある（S22-13、S23-9）。
マイペースな言動の数々とは裏腹に、犯罪や不正行為を決して許さない正義感の塊のような人物であり、
「平等であるべき法の下で人は自分の犯した罪を償わなければならない」「真相を確実に見定める」という確固たる信念を持つ。
出世や手柄には一切興味を示さず、事件がスムーズに解決する事を優先して行動し、手柄を他の部署に持っていかれても全く意に介さず、腹を立てる事は無い（PS1〜）。その一方で「情より法」「人は犯した罪を法で裁かれなければならない」という信条を持ち、「真実の追求による正義」を最重視している（PS1〜）。しかし、組織の論理・政治的利害などの事情を全く顧みないため、上層部と対立して圧力がかけられることも多い（PS1〜）。さらに、興味本位で醜聞を暴き立て、被害者の感情・関係者の立場を顧みずに断罪しようとする過激な側面もあり、関係者や相棒から深刻な反発を招くこともある（S10-19〈終〉など）。峯秋は、享が「ダークナイト」事件を起こした切っ掛けを「右京への対抗心」だと推察し、その様な危険性を孕んでいる右京の正義感を「劇薬」と評した（S13-19〈終〉）。
警察組織や日本政府の暗部に踏み込む事件を前にしてもそのスタンスを崩す事はないので、内村莞爾を始めとした警察上層部の人間からは警視庁一の問題児として厄介者扱いされている。
そのため上層部から圧力がかけられたり、意図的に事件の捜査から外される事もよくあるが、本人はあまり気にしていない。
真相を究明するためならどんな無茶な行為でも危険を顧みずに行い、違法スレスレの手段で犯人を罠にかける事もある。
その信念から、例え止むを得ない事情で罪を犯した人間についても、その動機や心情を汲み取りつつも決して犯罪を正当化しないものの（S5-1、劇IIなど）、状況や犯人の動機や気持ち次第では、それらを察して直ちに自首を勧める、もしくはさせるように仕向けたり、罪の重さによっては逮捕を見送ったりするなど人情的な面を見せることもある（S5-1、19、劇II、S13-2など）。
反面、犯人であることを暴かれたり、動かぬ証拠を突きつけられて犯行を自白しても一切反省の色を見せなかったり、あるいは法の裁きを受けないよう自殺のような身勝手な幕引きを図ろうとするような犯人には容赦せず、激昂して激しい口調となり、わなわなと震えながら説教して正しい贖罪をするよう勧告することもしばしば。自殺で罪を償おうとすることに対しては否定的（PS3、S1-12〈終〉など）であり、時には犯人が切実な目的のために自殺をしようとした際に、負傷することすら厭わずに止めることもある（劇IV）が、自殺を止めたことが最善であったか思い悩むことや、自殺を試みた犯人を必ずしも否定しないこともある（S3-9、S11-11）。復讐殺人に関しても決して容認しないが、切実な理由で復讐を遂行しようとした人物の想いを汲み取って捜査に臨んだこともある（劇II）。しかし、罪を犯しても反省はおろか、他者の命を全く省みないほどに人としての良心が欠如しきっている人物に対しては、冷たく突き放すような言葉をかけることもある（S1-12〈終〉、S15-10など）。
いわゆる安楽椅子探偵ではないので生きて犯人が逮捕された場合は、面会をするケースが度々ある。
人命が失われる事態を嫌い拳銃は決して携行せず、警察官の義務である射撃訓練すら忌避している（S2-4）。また、過去のトラウマから籠城事件に対する強行突入はあくまで最後の手段とみなしている（S14-10など）。
特命係に配属される部下に対しては「来る者拒まず、去る者追わず」を原則としている一方、亘に対しては例外としてこの原則を自ら破り、歴代の相棒では初めて慰留の言葉をかけている（S20-20〈終〉）。
なおS21の右京は犯人に怒るというよりも諭すように語りかけることが多くなったとされる。これに関して水谷は以下のように述べている。

## 趣味・嗜好
チェスや落語、クラシック音楽やレコード鑑賞などが趣味である（PS1〜）。特に落語は同じ趣味を持つ米沢と話が盛り上がり、調査協力の謝礼として落語がらみの物品を進呈することもある。青木登場期間では、彼とのチェス対戦シーンも描かれている（S15-1など）。
警察庁時代の研修以降度々イギリスを訪れており、特にS8以降は概ね3年に1回のペースで半年ほど渡英するのが恒例となっており、一部のシリーズを除き、大体右京の相棒が交代する時期と重複している。
髪型は常にオールバック。ファッションは基本的にブリティッシュスタイルのスーツ姿を貫いており、ロンドンにある高級紳士服の仕立て屋が並ぶ通り「サヴィル・ロウ」でスーツを仕立ててもらったことがあるとも語っている（S9-14）。歴代の相棒とは対照的にどんな場所でもネクタイを着用、また胸ポケットにはポケットチーフを挿している。シャツは色付きや柄ものを着ることがほとんどで、ベルトではなくY型サスペンダーを使用している。たまにハットを被ることもあり、被っていないときは特命係のコート掛けにかけられている。靴は、ほとんどがレースアップのストレートチップで、ラウンドトゥの高級革靴を履いている。腕時計は、ジャガー・ルクルトのレベルソやジラール・ペルゴのヴィンテージ1945などといった、機械式の角形時計を着用している。
紅茶が好物で、右手のポットを肩のあたりまで高く持ち上げてティーカップに注ぐのが右京流のやり方（詳細は#右京と紅茶を参照）。苦手な食べ物は、梅干し（S3-9）と酢豚のパイナップル（S4-12、S15-14、S22-5）。
幽霊や超能力を否定せずに深い関心を寄せており、心霊現象が絡んだ事件の際には嬉々として捜査に参加する（S16-15など）。自身は幽霊を実際に目撃した経験がないことを悔しがっているが、本人はそうと知らずに幽霊の少女（S11-18）やホテル従業員（S23-5）と接したことがある。
宮部たまきとは元夫婦で、彼女が切り盛りしていた「花の里」を行きつけの店とし、芝居やコンサート、食事に連れ立って出かけるなど離婚後も良好な関係にあった（PS1〜）。「花の里」が閉店した（S10-1）際には、長年の習慣が崩れたことで推理のスランプに陥ったが、本人が宣言するまで周囲には全く気付かれていなかった（S10-12）。「花の里」が再閉店した際にも、普段ではありえない凡ミスを自覚なく繰り返して尊や亘などに心配されていた（S18-20〈終〉）。店では日本酒の燗酒をたしなんでいる。
作中では右京の私生活などが触れられる事は少なく、出身地や自宅、少年期・青年期などの情報は明らかにされていない（S11-15など）。右京と血縁関係のある人物としては、遠縁の杉下花のみが登場している。
愛車は黒の日産・フィガロ。
なお、今のところ彼の住居やプライベートの様子が映された事はない。
ちなみに軽い不眠症らしい。
ミステリー作品の主人公の宿命か、滞在先で事件に巻き込まれる事が多い。

## 能力
非常に高い推理力と分析力を有しており、記憶力や洞察力も優れている。
誰も気づかないような些細な事も見逃さず、そこから事件に興味を持ち真相に迫っていく。
あまりに観察眼が優れすぎているため、その細かさを他人に指摘される事もよくあり、その度に「細かいところが気になってしまう。僕の悪い癖」と自戒しているものの、その「細かいところ」が事件の真相に迫る重要な手がかりとなっている事は多い。
とにかく真相を追求する性格上、矛盾点を見つけるとその謎が解けるまで夜も眠れなくなり、頭をフル回転させている時には思わず固まってしまう。
いつ何時でも冷静に推理を進めるが意外と発想は柔軟。先入観に囚われる事なく全てを論理的に推察する。
普通の人では記憶に残りそうにない事も一瞬で覚える。本人曰く「一度見たら忘れませんよ」とのこと。明晰な頭脳と鋭敏な観察眼を持ち、鋭い推理力を発揮する（PS1〜）。事件現場や聞き込みへ積極極的に出向き、他人が気にも留めない些細な事柄に着目し、現場の不審な点や証言の矛盾を論理的に突いて犯人を追い詰める（PS1〜）。尊からは「ある種の天才」(S8-15)、亘からは「相手の守りをぐいぐい打ち破るタイプ」(S14-1)と評されている。
頭脳労働タイプだが、警察官とあって身体能力は結構高い。
たまに犯人等と格闘する事もあり、劇場版ではアジアマフィアのメンバーを格闘術で退けている。他にも武器を持った元ヤクザの5人組を冠城亘と共に素手で制したり、
甲斐享が若さ故に暴走した時には「落ち着きなさい！」と言いながら彼を取り押さえている。
とはいえ、小柄な体格と加齢の影響か本格的な運動は不得意らしく、廃マンションの窓に飛び込む際には薫に踏み台を用意してもらったり、ランナー容疑者のアリバイを証明するために享を長距離走らせたりしていた。
スタンガンに対する耐性は常人並みである。通り一遍の捜査を他部署に委ねて独自の視点で事件に首を突っ込み、捜査一課の聞き込み先や取調室に割り込んで必要な情報を聞き出すことも日常茶飯事（PS1〜）。真相究明のためなら違法行為も辞さず強引な手段に訴える事もあり、小野田から「杉下の正義は時に暴走する」と評されている（S6-19〈終〉）。それらを警察上層部やそれ以外の政府や財界の権力者に咎められ警察官としての地位が何度も危うくなっているがそのたびに機転を利かせたり、その権力者自身の逮捕や失脚などに結果的にうやむやになるなどで相棒共々ほぼ無傷で済んでいる（S3-1、2、3など）。
このように煙たがられる存在ではあるものの、警察幹部にもその能力を素直に評価する者は少なくない（甲斐峯秋など）。また、政府中枢（瀬戸内米蔵など）や法曹界（連城武彦など）から服役中の受刑者(遠峰小夜子など)や死刑囚（浅倉禄郎など）に至るまでその有能さを評価する者は多い。自身が逮捕した犯人からもしばしばその能力を認める言葉をかけられている（S12-13など）。
手先は総じて器用で、剣道（S5-7）や護身術の心得もあり、体格差のある相手や複数人相手の格闘でも難なく渡り合う。自称「剣道の達人」。だが拳銃に関しては「野蛮で旧式な武器」という事で拳銃の携帯を嫌っており、警察官の義務である射撃練習すら怠っている。
マリオカートをプレイした際、カーブを曲がる時体も一緒に曲げているため、テレビゲームは不慣れなのかもしれない。
幅広い知識を持ち、多くの分野に造詣が深い。
趣味である紅茶やチェス、落語やクラシック音楽は勿論の事、ワインや文学、時計や絵画などあらゆるものに精通しており、
法医学や数学、金属などの専門知識にも詳しいとその知識量は底が知れない。
最近では少年漫画にも興味を示すようになり、ある事件ではプリキュアシリーズの事を持ち前の探究心で調べあげていた。
英語を始めとした複数の外国語を習得しており、方言も理解できる。
凄まじい知識量ではあるが、昔から恋愛や女性の機微に関する事は不得手であるほか、男女の機微や女性に関する知識量が豊富な神戸尊が相棒だった頃は、それらが鍵となる事件で彼の知識・洞察力に助けられたこともあった。
基本的には女心がわからないので、芹沢からは伊丹と共に「女心が分からないブラザーズ」と言われている。
また、「理屈の通じない」子供の尾行には苦手意識を持っている様子（S14-7）。
高い車の運転技術を持つが、基本的には主に歴代相棒に運転を任せている。享が登場したS11よりフィガロ の助手席に享や亘を乗せて自らハンドルを握ることもあったが、亘が相棒になってしばらくしてから、再び相棒に運転を任せる形に戻っている。

## 現実世界での扱い

### キャラクター造形
輿水泰弘は右京のキャラクターについて水谷が常に敬語の慇懃無礼なキャラを嫌味なく演じてくれたら面白そうだったからと語っている。また右京の造形にはシャーロック・ホームズやエルキュール・ポアロのような名探偵ものの線で構成し、ネチネチ犯人を追い詰めたり、回りくどい言い方をしたりする部分は『刑事コロンボ』からインスパイアされた。右京の名前の由来は『パパと呼ばないで』の石立鉄男演じる安武右京が由来となっており、作中での「右京さん」と言う呼び方の響きがとても良かったことから名前として採用され、名字に関してはパソコンであれこれ打ってしっくりきたものがあてられた。ちなみに水谷と石立は『夜明けの刑事』『赤い激流』で共演している。水谷の刑事役は刑事貴族2以来となる。
プロデューサーの松本基弘は第31回「テレビ塾」での講演の中でシャーロック・ホームズをモデルとした部分もあることを認めた一方、伴組の企画の段階で水谷と会食を重ねる中で、「まっすぐで、公正に物事を見ようとしているという」という印象を抱き、これが右京というキャラクターの土台になったと明かしている。
ニュースサイト「クランクイン!」は2023年に公開した記事の中で、PS1における右京は行動を共にするのが嫌になるほどの変人ぶりが強調されているとし、薫とのコンビが数シーズンにわたって続いていたことについて、右京がこれまでの行動を反省し、薫と一緒にいるうちに性格が丸くなったのかもしれないと分析している。「クランクイン!」はこの時点において右京と薫という対照的な2人による「バディもの」として確立されていたことに加え、出世欲のないキャリアの右京と出世欲にとりつかれたノンキャリ幹部という対比も浮かび上がっていたとしている。一方、同サイトはシリーズを重ねるうちに右京のキャラクター性が肉付けされていったと分析しており、たとえば「おやおや」「妙ですねぇ…」などの口調はPS1の時点ではなかったという。
米沢役の六角精児は右京について、初期はもう少し人情味を前面に出すべきだと考えていたが、水谷の細やかな演技を通じてそれが端々にちゃんと出ているため、これといった要望もないと「シネマトゥデイ」とのインタビューの中で振り返っている。
右京がコスプレの題材となる例もあった。同人誌即売会「コミックマーケット103」（2023年12月30日・31日）に参加したあるコスプレイヤーは、ニュースサイト「マグミクス」のインタビューの中で、普段会社に行くときの服装でコスプレが成立することを利点として挙げている。

### 右京と紅茶
当初右京は普通に紅茶を注いでいたが、カップに紅茶を注ぐ時にポットを高く引き上げて戻すようになり、シリーズが進むにつれて少しずつ高くなっていった。これは水谷本人の「こんな風に注いだら、紅茶がおいしくなりそうだし紅茶の時間が楽しくなる」という考えに由来する。その際、熱い飛沫が自分の手に飛び散るところを我慢しながらやっており、水谷本人によると「本能が刺激されてどれだけ高くまでいけるかやってみたくなった」（2008年4月30日放送の『スーパーJチャンネル』）という。また、この注ぎ方に関して水谷は「コツはね、ほんの少しの勇気です（笑）。毎回、台本を読みながら、どこで紅茶を飲めるか考えていますね。初めて見た人は驚くし、何度見ても面白いと言われます」と語っている。なお、この淹れ方はルール違反であり、紅茶の専門家から紅茶教室の生徒が真似をして困る、と抗議されかけた。
また、水谷が他局の番組でこの注ぎ方を披露することもある（例：『FNS歌謡祭』）。
右京の紅茶好きを踏まえたコラボレーションが展開されることもあり、たとえば日東紅茶は2008年と2009年、および2012年に本作とのコラボレーション商品を発売していた。また、紅茶風味のメロンパン（ローソン）や、紅茶風味のミルクプリン（北海道乳業）といったコラボレーション商品も発売された。
このほかにも、複数のエピソードでロケ地として登場した紅茶専門店「デンメアティーハウス 六本木店」もコラボレーション商品を発売しており、同店代表取締役の浦香織は、番組ファンの来店もあったとニュースサイト「Zakzak」の取材に対して語っている。
なお、水谷本人は元々コーヒー党であったが、本作がきっかけで紅茶も好きになったという。

## 親族

### 杉下花（すぎした はな）
| 演   | 原沙知絵（S4-16）                                      |
| 経歴 | - ハーバード大学 - → 同大学院中退 - → フォトグラファー |
| 親族 | おじ・杉下右京                                         |

右京の遠戚。右京の曽祖父と花の高祖父が兄弟に当たる関係であるが、詳細な家族関係については右京と花の間で認識が食い違っており、互いに自身の知る家族関係こそが正しいと主張し合っている。このため、面倒を避ける目的で普段は「右京の姪」と紹介されている。
ニューヨーク在住のフォトグラファー。ハーバード大学を卒業し同大学院に進むが、中退して現在の職業に就いている。頭脳明晰な点や人差し指を立てながらポイントを説明する癖、紅茶を入れる所作や理屈を並べたがる点、しゃべりだすと止まらない点などは右京とよく似ているが、後先を考えずに行動することがあり、それが原因で警察に連行されたことや犯罪に巻き込まれかけたこともある。また、「花の里」の名前は彼女に由来している（S4-16）。

### 宮部たまき（みやべ たまき）
| 演         | 益戸育江（PS1〜S10-1）                                                       |
| 経歴       | - 小料理屋「新ふくとみ」女将（PS） - → 小料理屋「花の里」女将（S1-1〜S10-1） |
| 親族       | 元夫・杉下右京                                                               |
| 苦手なもの | 雷                                                                           |

右京の元妻。小料理屋「花の里」（PSでは「新ふくとみ」）の初代女将。生年月日は不明だが、S1時点で38歳である。常に和服姿 で、誰にでも分け隔てなく接する物腰の柔らかい女性。右京と結婚・離婚した経緯は明かされていないが、本人は惚れた理由と別れた理由について「頑固で不器用で天邪鬼な所」と答えている。美和子とは違って事件に関与したり巻き込まれることは基本的にないが、右京の考えていることを言い当てたりするなど元夫婦ならではの鋭さを見せ、右京を度々感心させている。尊にも友好的で、右京と彼の間を取り持とうとしたり（S8-1、S8-10）、尊と映画を観に行ったりしている（S9-7）。右京と薫だけがJR東日本の寝台特急カシオペアに乗ったことで不機嫌になっていたり、途中駅での発着時刻に妙に詳しかったりと、鉄道ファンらしき言動も見受けられるが、本人は否定している（S6-10）。雷が大の苦手（S2-3）。
日本や世界各地を旅することを理由に突如として「花の里」を閉店し（S10-1）、店は後に幸子が引き継ぐことになった（S10-12）。

#### 現実世界での扱い
演者の益戸が2016年10月25日に大麻取締法違反容疑で逮捕されたため、当面の間は彼女の出演回の再放送が自粛され、相棒 -劇場版II- 警視庁占拠! 特命係の一番長い夜の再放送では出演シーンがカットされていたこともあった。
『相棒』が連続ドラマ化される際、テレビ朝日から続投を要請されたが、同時期にハワイへ移住していたため、3カ月に1回の頻度で日本に戻り、まとめて撮影を行っていた。
その後東日本大震災を契機に、益戸は『相棒』から退いて石垣島への移住を決意し、その際、全てを投げ出す形での辞め方となったため、水谷に謝罪の手紙を書いたが、返事はもらえなかったと述懐している。
一方で益戸に対して水谷は自著にて「昔からいろいろなことに興味を持つタイプで『相棒』でも2回くらい辞めるという話が出たんです。」、「チャンスがあったら、会いたいですねぇ。元気でいてくれたらいいなと思います」と語っている。

## 相棒
右京の相棒となる人物の名前は、全員名字が「か」で始まり名前が「る」で終わるという法則がある。設定上は薫の前にも6人の特命係員がいたが、彼らは代数には含まれず、本編での登場もしていない。なお、陣川や青木も過去に特命係へ配属された時期があるが、同様に歴代相棒には含まれない。また、特命係に配属された者はネクタイを締めないという特徴がある（「特命係・第三の男」にあたる人物を除く）。

### 南井十 / 鏡見悟
本作開始から25年前のロンドン研修時代と享の特命係離脱後ロンドンであった「もうひとりの相棒」。

## 主な人間関係
亀山薫
神戸尊
甲斐享
冠城亘
右京の歴代の部下兼相棒。
彼らとの関係はそれぞれの項を参照。
米沢守
警察学校教官で元鑑識課員。
鑑識だった頃はよく右京に協力していたが、警察学校異動後は疎遠となる。
それでも右京に頼みごとをされると断りきれない事が多い。
伊丹憲一
三浦信輔
芹沢慶二
捜査一課の刑事3人組。通称「トリオ・ザ・捜一」。
何かにつけて特命係と張り合い、階級が上である右京にもつっかかり、現場で鉢合わせすると慇懃無礼な態度でお帰り願おうとするが、
右京の捜査能力は認めているためにいざとなれば彼に協力することも厭わない他、事件を解決するためにいやいやながら右京に協力を願うことも。
角田六郎
組織犯罪対策部課長。
「暇か？」と言いながら特命係に顔を出しては、室内にあるコーヒーサーバーを使いコーヒーを飲んでいく。
珍しく特命係に好意的な人物であり、手が足りない時には特命係に手伝ってもらう代わりに自分も彼らに協力するなど、持ちつ持たれつの関係。
大木長十郎
小松真琴
組織犯罪対策部の刑事。
大木は背が小さく、小松は背が高い。
組織犯罪対策部の部屋の奥に特命係があるので、活躍のない場合は見切れたり、時折右京の推理を外で聞いている時もある。
内村莞爾
警視庁刑事部部長。
組織の秩序を乱す右京と特命係の存在を嫌っているが、一応彼の捜査能力は認めているようである。
最近では特命係の有効な活用方法を覚えたらしい。
S19後半からは本人が昏睡状態から復帰したためか比較的協力的になったが、S22で起きたとある出来事で再度、以前の性格に戻った。
中園照生
警視庁刑事部参事官。
内村同様に右京と特命係を嫌っているが上司ほどではないらしく、協力を求めることも稀にある。
小野田公顕
警察庁長官官房室長。通称「官房長」で右京の元上司。
特命係を設立し、右京をそこに追いやった張本人。
時には特命係最大の味方に、またある時には特命係最大の敵になる人物。
甲斐峯秋
警察庁次長。三代目相棒、甲斐享の父。
比較的協力的であり、S16以降は(形だけだが)上司になる。
そのためある程度は信用されている。

## 余談
スーパー戦隊シリーズ炎神戦隊ゴーオンジャーの『相棒グンペイ』では、明らかに彼をオマージュしたゲストキャラが登場していた。更には本作の大木役の志水正義もゲスト出演していた。

### 警察官
1. ↑  現実の警察キャリアは採用時点で警部補であり、その後の研修などを経て採用から1年ほどで自動的に警部へ昇任する。その後、採用から7年以内に警視へと昇任し、途中退官や懲戒免職で警察組織を去らない限りは将来的に例外なく全員が警視監まで自動的に昇任する。このような事情から、劇中でも社から「キャリアで警部なんて、ずいぶんご出世をされてますね」と嫌味を言われている（S13-1）。
2. ↑  現実には、警察キャリアの停職期間は1年が上限である（国家公務員法第83条）。